# 高木英一 (俳優)
高木 英一（たかぎ えいいち、1968年5月28日 - ）は、ジャパンアクションエンタープライズ所属の俳優、スタントコーディネーター。

## 参加・出演作品

### テレビドラマ
- 電脳警察サイバーコップ（1988年 - 1989年、日本テレビ）
- ゴリラ・警視庁捜査第8班 第29話（1989年、テレビ朝日）
- 金田一耕助の傑作推理(12)『魔女の旋律』（1991年、TBS）
- 2007年Jリーグヤマザキナビスコカップ（2007年、フジテレビ）鎧武者役
- パニックフェイス（2008年、TBS）麻薬捜査官役
- 月曜ゴールデン「湯けむりバス桜庭さやかの事件簿」（2009年、TBS）ボディーガード役
- 仮面ライダーシリーズ（テレビ朝日）
  - 仮面ライダーW（2009年）セーフティー
  - 仮面ライダードライブ（2014年 - 2015年）
  - 仮面ライダーゼロワン（2019年 - 2020年）
  - 仮面ライダーリバイス（2021年 - 2022年）
  - 仮面ライダーギーツ（2022年 - 2023年）
- コード・ブルー -ドクターヘリ緊急救命-（2010年、フジテレビ）セーフティー
- 未来日記-ANOTHER:WORLD-（2012年、フジテレビ）セーフティー
- 八重の桜（2013年、NHK総合）スタントコーディネーター
- MOZU Season1〜百舌の叫ぶ夜（2014年、TBS）アクションクルー
- 金田一少年の事件簿N（neo）（2014年、日本テレビ）ACTIONクルー
- ど根性ガエル（2015年、日本テレビ）ACTIONクルー
- 荒神（2018年、NHK BSプレミアム）殺陣／弾正副官
- スーパー戦隊シリーズ
  - 騎士竜戦隊リュウソウジャー（2019年 - 2020年、テレビ朝日）
  - 機界戦隊ゼンカイジャー（2021年 - 2022年、テレビ朝日）
  - 爆上戦隊ブンブンジャー（2024年 - 、テレビ朝日）

### 映画
- 陰陽師II（2003年、東宝）
- 日本沈没（2006年）（2006年、東宝）セッティング
- 蒼き狼 〜地果て海尽きるまで〜（2007年、松竹）騎馬兵役
- ゲゲゲの鬼太郎 千年呪い歌（2008年、松竹）セーフティー
- 母べえ（2008年、松竹）セーフティー
- 20世紀少年（2009年、東宝）マフィア役
- TAJOMARU（2009年、角川映画）桜丸軍兵士役
- ひぐらしのなく頃に 誓（2009年、シアターTSUTAYA）アクションコーディネーター
- 劇場版TRICK 霊能力者バトルロイヤル（2010年、東宝）アクションクルー
- BECK（2010年、松竹）
- さや侍（2011年、松竹）捕り方役
- 探偵はBARにいる（2011年、東映）セーフティー
- 宇宙兄弟（2012年、東宝）セッティング/セーフティー
- 天空の蜂（2015年、松竹）アクションクルー
- 暗殺教室〜卒業編〜（2016年、東宝）アクションクルー
- 仮面ライダー×スーパー戦隊 超スーパーヒーロー大戦（2017年、東映）ACTIONクルー
- 劇場版 仮面ライダージオウ Over Quartzer（2019年、東映）
- 騎士竜戦隊リュウソウジャー THE MOVIE タイムスリップ!恐竜パニック!!（2019年、東映）
- セイバー+ゼンカイジャー スーパーヒーロー戦記（2021年、東映）
- 仮面ライダー ビヨンド・ジェネレーションズ（2021年、東映）

### ウェブドラマ
- ギーツエクストラ 仮面ライダーゲイザー（2024年）

### 舞台
- 滝沢秀明ソロコンサート夏（2009年、横浜アリーナ 他）アクションクルー
- JAE SEED「Christmas Party」（2010年、サンリオピューロランド）セッティング/セーフティー
- 新春滝沢革命（2011年、帝国劇場）セーフティー
- 滝沢歌舞伎（2011年、日生劇場）セーフティー
- Endless SHOCK（2012年、帝国劇場）セーフティー
- Endless SHOCK（2014年、帝国劇場）セーフティー
- Endless SHOCK（2014年、梅田芸術劇場、博多座）アクションクルー

### Vシネマ
- 鎧武/ガイム外伝 仮面ライダーデューク（2015年）信者 役
- 仮面ライダーセイバー 深罪の三重奏（2022年）
- 仮面ライダーギーツ ジャマト・アウェイキング（2024年）

### CM
- トヨタ自動車（2010年）セーフティー

### イベント
- 「あなたに会いたかった」005 in TOKYODOME （2006年、東京ドーム）セッティング